# 프런트 오피스

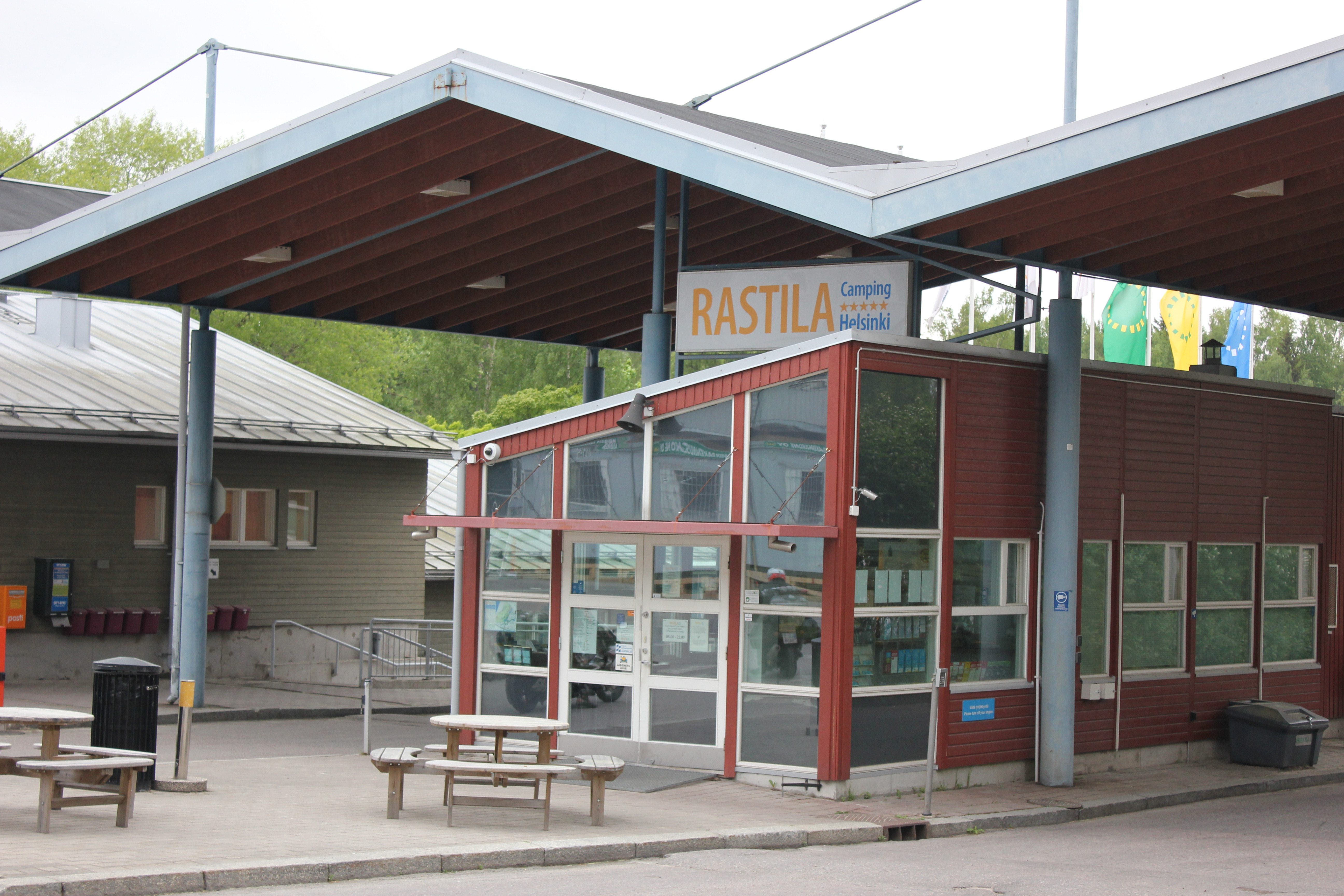

프런트 오피스(Front office)는 호텔 등에서 가장 먼저 손님을 접하는 공간을 의미한다. 의미가 커져 회사 등의 운영 부서 전체를 뜻하기도 한다.
특히 스포츠 구단에서 선수단 이외에 행정 업무를 하는 부서 역시 프런트 오피스라고 부른다.

## 같이 보기
- 백 오피스